# Sandymount

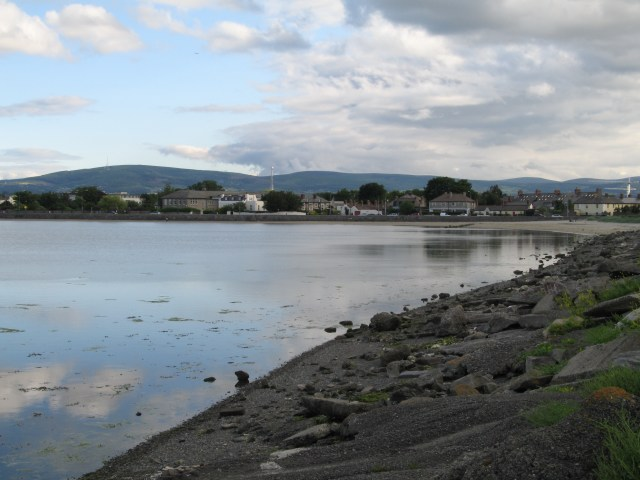
Sandymount

Sandymount (Dumhach Thrá em Gaélico) é uma aldeia junto ao mar, no distrito de Dublin 4, na Irlanda. A localidade já se chamou Brickfield Town e Scallet Hill.
A área é limitada, pelo lado da Strand Road e da Beach Road, pelo mar em Sandymount Strand e Merrion Strand. A norte situa-se Irishtown, a caminho de Ringsend, e a oeste, Ballsbridge. Sandymount Green é um parque triangular no centro da aldeia.
A igreja de Sandymount, católica, é dedicada a "Our Lady Star of the Sea" ("Nossa Senhora Estrela do Mar").
Sandymount tem uma estação de caminhos de ferro do sistema suburbano de transportes ferroviários  electrificados da (DART).
Foi o local de nascimento de William Butler Yeats.